# قسم بشاريات الشرقي الريفي (مقاطعة آب يك)
قسم بشاریات الشرقي الریفي (بالفارسية: دهستان بشاریات شرقی) هي قسم تقع في إيران في Basharyat District. يقدر عدد سكانها بـ 7,282 نسمة .